# Буда Казимировская (Мозырский район)
Буда Казимировская (бел. Буда Казіміраўская) — деревня в Слободском сельсовете Мозырского района Гомельской области Республики Беларусь.

## География

### Расположение
В 28 км на юго-запад от Мозыря, 22 км от железнодорожной станции Козенки (на линии Калинковичи — Овруч), 161 км от Гомеля.

### Гидрография
На востоке мелиоративный канал.

## Транспортная сеть
Транспортные связи по просёлочной, затем автомобильной дороге Махновичи — Мозырь. Планировка состоит из прямолинейной меридиональной улицы, застроенной деревянными усадьбами.

## История
По письменным источникам известна с XIX века как село в Слобода-Скрыгаловской волости Мозырского уезда Минской губернии. Согласно переписи 1897 года действовала смоловарня. В 1930 году жители вступили в колхоз. Во время Великой Отечественной войны в деревне и окрестностях базировались Мозырьские подпольные райкомы КП(б)Б и ЛКСМБ, Мозырская партизанская бригада имени А. Невского. Оккупанты в марте 1943 года выгнали из домов и расстреляли жителей (175 человек похоронены в могиле жертв фашизма на южной окраине), а деревню полностью сожгли. 14 жителей погибли на фронте. Согласно переписи 1959 года в составе колхоза имени Н. К. Крупской (центр — деревня Романовка).

## Население

### Численность
- 2004 год — 9 хозяйств, 14 жителей.

### Динамика
- 1897 год — 11 дворов, 80 жителей (согласно переписи).
- 1908 год — 15 дворов, 126 жителей.
- 1925 год — 28 дворов.
- 1940 год — 32 двора, 228 жителей.
- 1959 год — 135 жителей (согласно переписи).
- 2004 год — 9 хозяйств, 14 жителей.